# Indischer Muntjak
Der Indische Muntjak (Muntiacus muntjak) ist eine mittelgroße Art aus der Familie der Hirsche. Er kommt in Südostasien einschließlich zahlreicher Inseln Indonesiens vor.

## Merkmale
Die Kopf-Rumpf-Länge des Indischen Muntjaks beträgt 98 bis 120 Zentimeter, die Schwanzlänge 17 bis 20 Zentimeter. Die Schulterhöhe liegt bei 50 bis 72 Zentimetern, die Weibchen sind dabei etwas kleiner als die Männchen; zudem variieren die Unterarten in ihrer Größe und Färbung. Das Gewicht der Einzeltiere beträgt 17 bis 40 Kilogramm. Die Tiere sind mittelgroß mit langen, schlanken Beinen. Sie haben ein rotbraunes und kurzes Fell, welches am Unterbauch weiß ist, und auch der Schwanz ist oberseits rotbraun und unterseits weiß. Vom Nacken zieht sich kein dunkler Streifen abwärts, wodurch sich die Art von anderen Arten wie etwa dem Chinesischen Muntjak (Muntiacus reevesi) unterscheidet. Die Vorderbeine besitzen schwarze Flecken, die in ihrer Ausprägung zwischen den verschiedenen Unterarten stark variieren können.

### Schädelmerkmale
| 0 | · | 1 | · | 3 | · | 3 | = 34 |
| 3 | · | 1 | · | 3 | · | 3 | = 34 |

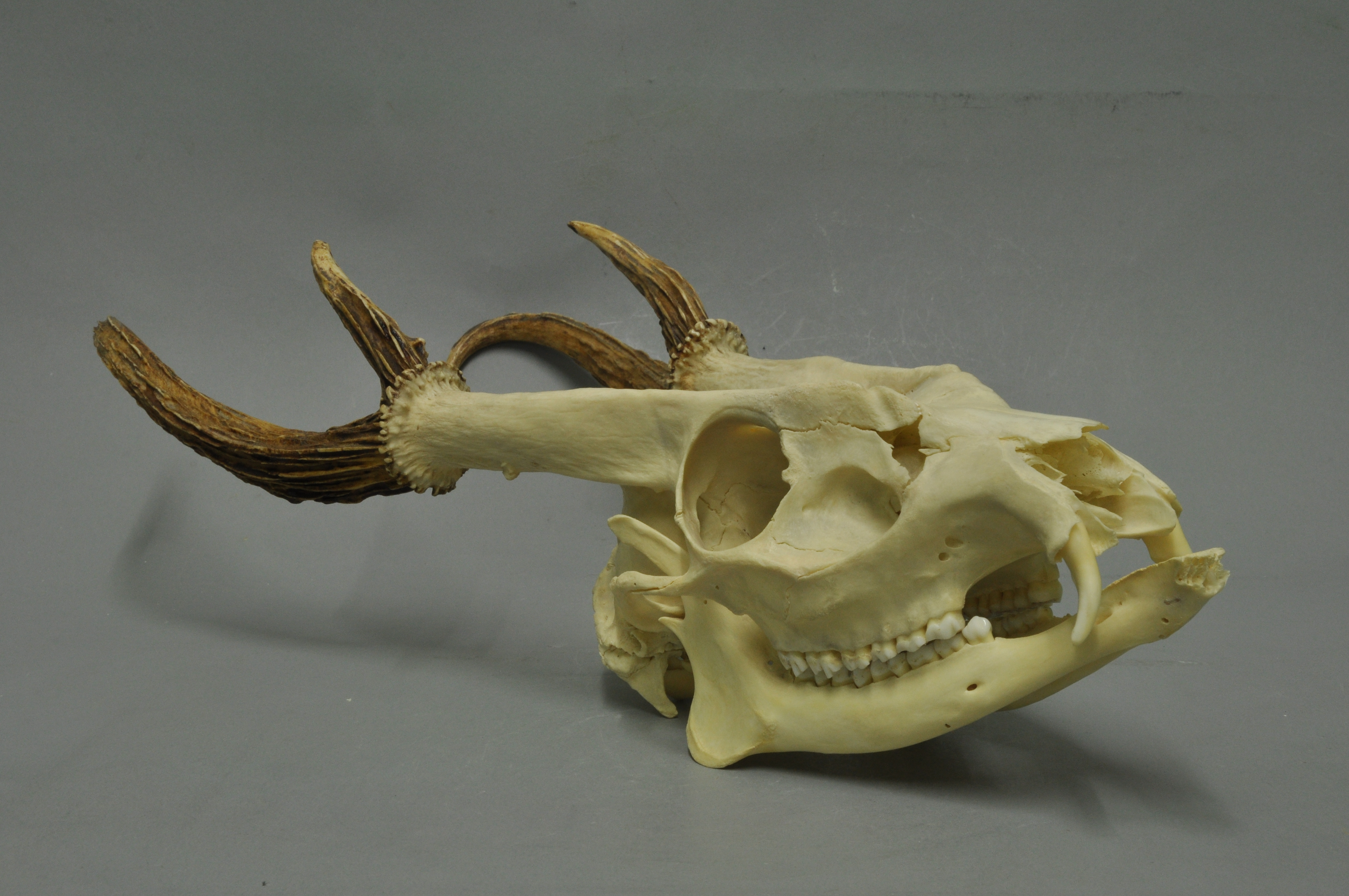
Schädel mit Geweih eines männlichen Riesenmuntjaks (Sammlung Museum Wiesbaden)

Der Schädel hat eine Gesamtlänge von 176 bis 200 Millimetern. Wie alle Muntjaks besitzt die Art im Oberkiefer pro Hälfte einen Eckzahn (Caninus), drei Vorbackenzähne (Praemolares) und drei Backenzähne (Molares), Schneidezähne sind nicht vorhanden. Im Unterkiefer besitzt die Art in jeder Hälfte zusätzlich drei Schneidezähne. Insgesamt verfügen die Tiere damit über 34 Zähne.
Das Geweih der Männchen besitzt 2 Enden und erreicht nur eine Länge von etwa 15 Zentimetern, daneben besitzen sie 2 kleine, dolchartige Stoßzähne, die durch die aus dem Unterkiefer herauswachsenden unteren Eckzähne entstehen. Die Stoßzähne der Weibchen sind etwas kürzer.

### Genetische Merkmale
Das Genom des Indischen Muntjak besteht aus einer sehr kleinen Anzahl von Chromosomen: Die Männchen besitzen einen diploiden Chromosomensatz von 2n = 7 Chromosomen, während er bei den Weibchen 2n = 6 oder 2n = 8 beträgt. Zum Vergleich besitzt der Chinesische Muntjak 2n = 46 Chromosomen.

## Verbreitung

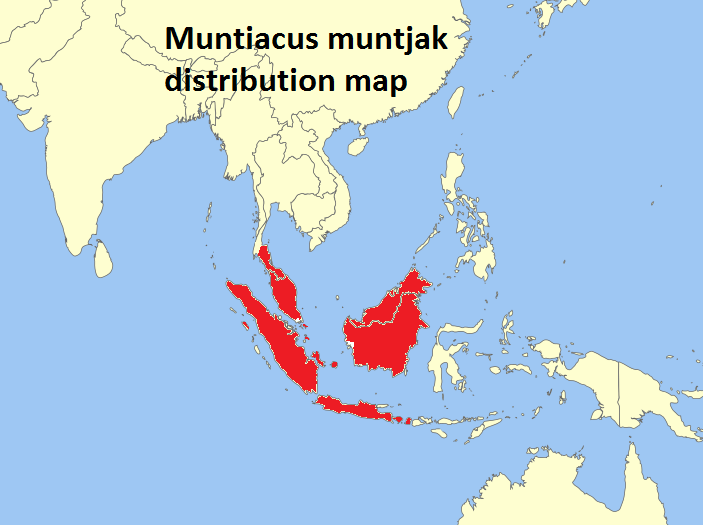
Verbreitungsgebiet (rot) des Indischen Muntjaks

Der Indische Muntjak kommt im Süden der Malaiischen Halbinsel, auf Sumatra, Borneo, Java und einigen kleineren indonesischen Inseln vor.

## Lebensweise
Der Indische Muntjak bewohnt dichte Wälder, Hügellandschaften und Gebirge bis in eine Höhe von 4000 Metern sofern er genügend Deckung und Nahrung wie Gräser, Blätter, Früchte und Triebe junger Bäume findet. In Großbritannien und Frankreich bewohnt er größere Landschaftsparks. Die Tiere sind streng territorial und leben meist allein oder paarweise. Die Männchen markieren ihr Revier mit einem Sekret, welches aus Drüsen am Kinn abgesondert wird. Die Tiere sind meist nachtaktiv. Zu ihren natürlichen Feinden zählen Tiger und Leoparden.

### Ernährung
Indische Muntjaks sind Allesfresser und ernähren sich von Kräutern, Früchten, Vogeleiern, Kleintieren, Sprossen, Samen und Gräsern. 
Sie verwenden ihre Eckzähne zum Beißen. Mit ihren Vorderbeinen führen sie kräftige Schläge aus, um kleine warmblütige Tiere zu fangen.

### Fortpflanzung
Die Tragzeit der Weibchen beträgt ca. 6 Monate, danach werfen die Weibchen meist ein Junges, Zwillingsgeburten sind selten. Die Jungtiere werden 4–5 Monate gesäugt und sind nach einem weiteren Monat bereits selbständig.

## Systematik
Der Indische Muntjak wird als eigenständige Art innerhalb der Muntjaks (Gattung Muntiacus) eingeordnet, die aus 11 bis 16 Arten besteht. Die wissenschaftliche Erstbeschreibung stammt von Eberhard August Wilhelm von Zimmermann aus dem Jahr 1780, er benannte den Indischen Muntjak als Cervus muntjak.
Innerhalb der Art werden neben der Nominatform keine weiteren Unterarten unterschieden. In der forschungsgeschichtlichen Vergangenheit wurden mitunter mehr als zehn Unterarten voneinander getrennt. Dies bezieht sich aber auf ein weit größeres Verbreitungsgebiet, das neben der Malaiischen Inselwelt auch das südostasiatische Festland, den indischen Subkontinent und den Süden Ostasiens mit einschloss. Bereits im Jahr 2003 hatte Colin Peter Groves die Tiere aus dem süd- und südostasiatischen Festlandsteil des Verbreitungsgebietes als eigene Art aufgefasst, den Nordindischen Muntjak (Muntiacus vaginalis), und von dem auf der Malaiischen Halbinsel und den Sundainseln beschränkten Muntiacus muntjak getrennt. Für die Aufspaltung sprachen unter anderem Unterschiede im Karyotyp und Farbvariationen. Er wies dem Nordindischen Muntjak drei Unterarten zu: M. v. vaginalis vom nördlichen Teil des indischen Subkontinents sowie dem westlichen Myanmar, M. v. aureus aus dem zentralindischen Bereich des Dekkan und M. v. malabaricus von Sri Lanka und den Westghats (eine vierte Unterart kommt mit M. v. curvostylis im restlichen südostasiatischen Festland und im südwestlichen China vor, Groves behandelt 2003 aber nur die Tiere Südasiens). Groves vermutete dabei eine dritte eigenständige Art, charakterisiert durch schwarze Beine, auf der Insel Hainan. Verschiedene Autoren und Institutionen übernahmen diese Aufteilung in zwei Arten, unter anderen die International Union for Conservation of Nature and Natural Resources (IUCN), andere verblieben bei der alten Gliederung. In einer Revision der Hirsche aus dem Jahr 2011 erhob Groves in Zusammenarbeit mit Peter Grubb einige von ihm zuvor als Unterarten postulierten Vertreter in den Artstatus, namentlich den Zentralindischen Muntjak (Muntiacus aureus) und den Malabar-Muntjak (Muntiacus malabaricus), zusätzlich auch den Schwarzfuß-Muntjak (Muntiacus nigripes; nördliches Vietnam und Hainan). Für den Nordindischen Muntjak gaben die Autoren zwei Unterarten an: M. v. vaginalis und M. v. curvostylis.
Molekulargenetische Untersuchungen aus dem Jahr 2017 können innerhalb des Indischen Muntjaks im weiteren Sinne insgesamt drei monophyletische Linien rekonstruieren. Die eine umfasst die Tiere aus Sri Lanka und den Westghats, die zweite jene vom süd- und südostasiatischen Festland und die dritte solche von der Malaiischen Halbinsel und von den Sundainseln. Innerhalb der drei Linien lassen sich noch einzelne Subgruppen unterscheiden, etwa aus dem nördlichen Indien oder aus dem südlichen China und dem nördlichen Vietnam. Die drei Hauptlinien korrespondieren mit dem Isthmus von Kra und der zentralindischen Trockenregion als biogeographische Barrieren. Die Aufspaltung der drei Kladen fand im frühen Pleistozän vor etwa 1,5 bis 1,1 Millionen Jahren statt und begann mit der Herausbildung der Sri Lanka/Westghat-Linie, gesteuert wurde sie möglicherweise von klimatischen Schwankungen während des Pleistozäns. Die Autoren der Studie ließen es zunächst offen, ob die drei Kladen als Unterarten oder als Arten aufzufassen sind, da weitere genetische Untersuchungen für eine höhere Auflösung notwendig sind. Nachfolgende Studien bestätigten dies und plädierten dafür, die einzelnen Kladen als eigenständige taxonomische Einheiten auf Artniveau einzustufen. So konnte im Jahr 2021 durch Genanalysen zunächst die Gruppe in den Westghats und auf Sri Lanka differenziert werden, sie wurde mit dem Malabar-Muntjak gleichgesetzt. Des Weiteren ließ sich eine zusätzliche Gruppe im nördlichen Indien und in Pakistan absetzen, die dem Zentralindischen Muntjak entspricht. 

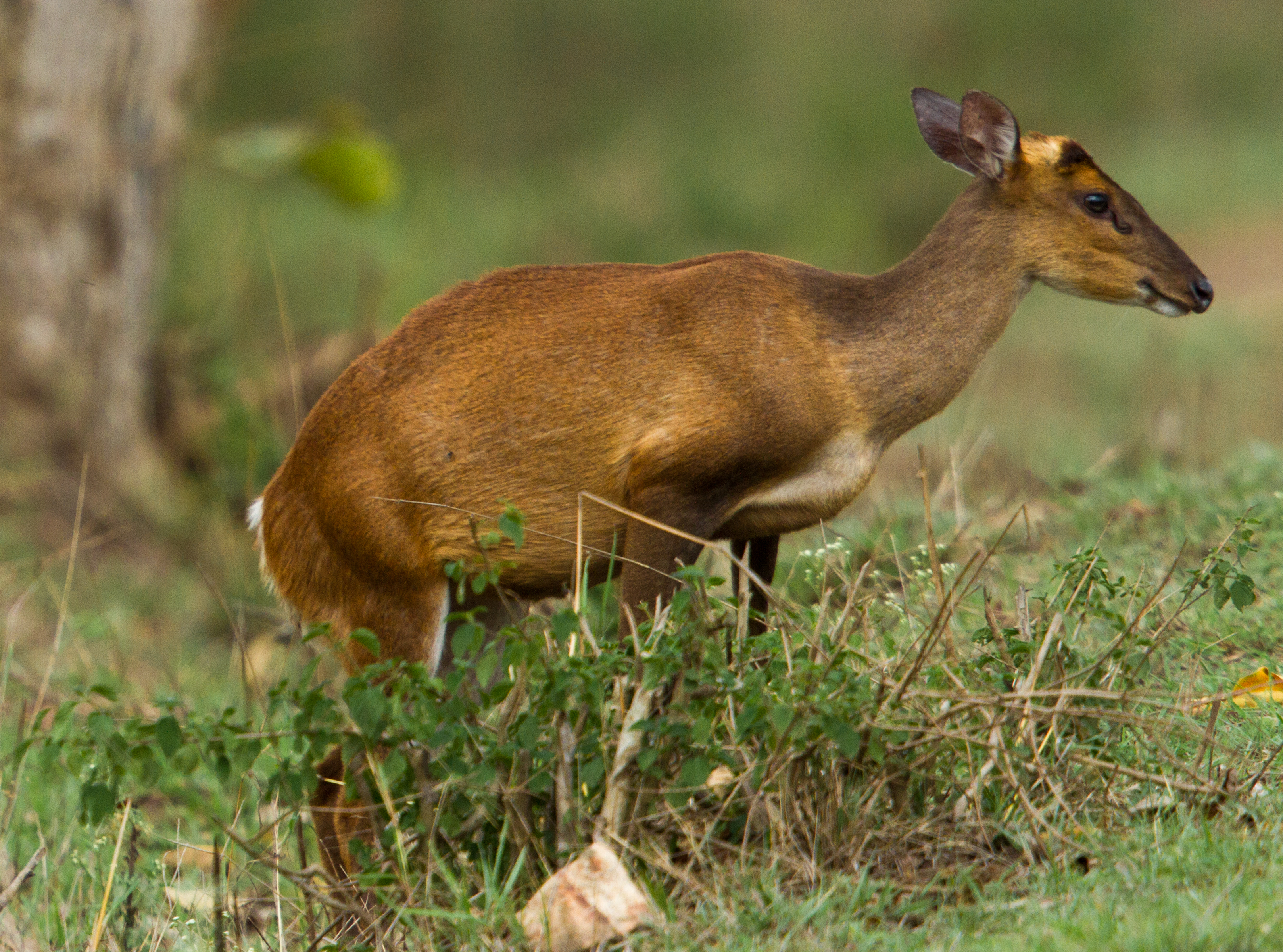
Malabar-Muntjak in Kerala, Indien

Demnach teilen sich die rötlichen Muntjaks und damit der Indische Muntjak s. l. folgendermaßen auf:
- Muntiacus aureus (Zentralindischer Muntjak; Pakistan, Nord- und Zentralindien)
- Muntiacus muntjak (Indischer Muntjak s. str.; Malaiische Halbinsel, Sundainseln)
- Muntiacus malabaricus (Malabar-Muntjak; Sri Lanka, Westghats)
- Muntiacus vaginalis (Nordindischer Muntjak; süd- und südostasiatisches Festland)

## Gefährdung und Schutz
Die Art wird von der International Union for Conservation of Nature and Natural Resources (IUCN) aufgrund des großen Verbreitungsgebiets in Asien und der angenommenen Bestandsgröße sowie der sehr guten Anpassungsfähigkeit an die Lebensraumveränderungen durch Holzeinschlag und Umwandlung von Wäldern in landwirtschaftlich genutzte Flächen als nicht gefährdet („least concern“) eingestuft. Vor allem durch die Abholzung und Lichtung von Wäldern nehmen die Bestandszahlen regional zu und die Kapazitäten des Lebensraums vor allem in hochfragmentierten Bereichen sind nicht erschöpft.

## Belege
1. 1 2 3 4 5  Muntiacus muntjak in der Roten Liste gefährdeter Arten der IUCN 2008. Eingestellt von: R.J. Timmins, J.W. Duckworth, S. Hedges, A. Pattanavibool, R. Steinmetz, G. Semiadi, M. Tyson, Boeadi, 2008. Abgerufen am 26. Juni 2013.
2. 1 2 3 4 5  John MacKinnon: Red Muntjak. In: Andrew T. Smith, Yan Xie: A Guide to the Mammals of China. Princeton University Press, 2008; S. 464–465. ISBN 978-0-691-09984-2.
3. ↑  John MacKinnon: Reeve's Muntjak. In: Andrew T. Smith, Yan Xie: A Guide to the Mammals of China. Princeton University Press, 2008; S. 465. ISBN 978-0-691-09984-2.
4. ↑  Muntiacus muntjak. In: Animal Diversity Web. Abgerufen am 17. Januar 2023 (englisch).
5. 1 2 3  Don E. Wilson & DeeAnn M. Reeder (Hrsg.): Muntiacus muntjak. in Mammal Species of the World. A Taxonomic and Geographic Reference (3rd ed).
6. 1 2 3  Colin Groves und Peter Grubb: Ungulate Taxonomy. Johns Hopkins University Press, 2011, S. 1–317 (S. S. 71–107)
7. ↑  Eberhard August Zimmermann: Geographische Geschichte des Menschen, und der allgemein verbreiteten vierfüßigen Thiere. Zweiter Band. Enthält ein vollständiges Verzeichniß aller bekannten Quadrupeden. Leipzig, 1780, S. 1–276 (S. 131) ()
8. ↑  Colin Peter Groves: Taxonomy of ungulates of the Indian subcontinent. Journal of the Bombay Natural History Society 100 (2-3), 2003, S. 341–361
9. ↑  Muntiacus vaginalis in der Roten Liste gefährdeter Arten der IUCN 2008. Eingestellt von: R.J. Timmins, J.W. Duckworth, A. Pattanavibool, R. Steinmetz, N. Samba Kumar, Md. Anwarul Islam, H. Sagar Baral, 2008. Abgerufen am 26. Juni 2013.
10. ↑  S. Mattioli: Family Cervidae (Deer). In: Don E. Wilson, Russell A. Mittermeier (Hrsg.): Handbook of the Mammals of the World. Volume 2: Hooved Mammals. Lynx Edicions, Barcelona 2011, ISBN 978-84-96553-77-4, S. 350–443 (S. 409–412)
11. 1 2  Bhim Singh, Ajit Kumar, Virendra Prasad Uniyal und Sandeep Kumar Gupta: Phylogeography and population genetic structure of red muntjacs: evidence of enigmatic Himalayan red muntjac from India. BMC Ecology and Evolution 21, 2021, S. 49, doi:10.1186/s12862-021-01780-2
12. ↑  Renata F. Martins, Jörns Fickel, Minh Le, Thanh van Nguyen, Ha M. Nguyen, Robert Timmins, Han Ming Gan, Jeffrine J. Rovie-Ryan, Dorina Lenz, Daniel W. Förster und Andreas Wilting: Phylogeography of red muntjacs reveals three distinct mitochondrial lineages. BMC Evolutionary Biology 17, 2017, S 34, doi:10.1186/s12862-017-0888-0
13. ↑  Yun-Chun Zhang, Ye Htet Lwin, Ren Li, KyawWin Maung, Guo-Gang Li und Rui-Chang Quan: Molecular phylogeny of the genus Muntiacus with special emphasis on the phylogenetic position of Muntiacus gongshanensis. Zoological Research 42 (2), 2021, S. 212–216, doi:10.24272/j.issn.2095-8137.2020.355